# Bălan
Bălan (en húngaro: Balánbánya) es una ciudad de Rumania en el distrito de Harghita.

## Geografía
Se encuentra a una altitud de 848 m s. n. m. a 300 km de la capital, Bucarest.

## Demografía
Según estimación 2012 contaba con una población de 8 253 habitantes.
| 1948 | 1956 | 1966 | 1977   | 1992   | 2002  | 2012  |
| s/d  | s/d  | s/d  | 12 161 | 10 937 | 7 902 | 8 253 |